# Oskar Trautmann
Oskar Trautmann (7 mai 1877 – 10 décembre 1959) est un diplomate allemand.

## Carrière
Trautmann entre au ministère allemand des Affaires étrangères en 1904 et devient vice-consul à Saint-Pétersbourg en 1905. En 1907, il est le secrétaire de la délégation allemande à la seconde conférence de la paix de La Haye. Il quitte son poste de Saint-Pétersbourg en 1911 pour rejoindre le service des ressources humaines du ministère des Affaires étrangères. En 1913, il est nommé consul général à Zurich.
Après la Première Guerre mondiale, il occupe des fonctions en lien avec l'Extrême-Orient : en 1921, il est nommé consul général à Kobe au Japon et devient conseiller à l'ambassade allemande à Tokyo en 1922.
Entre 1935 et 1938, il est ambassadeur d'Allemagne en Chine et tente une médiation dans le cadre de la seconde guerre sino-japonaise.

## Œuvres
- Trautmann, Oskar, Der Diplomat - Der Konsul (Berlin: Lehrmittelzentralt d. DAF. 1938)
- "Russia and the Great War 1914-1917" The XX Century (journal published in Shanghai)